# Michel de Vourlá
Michel de Vourlá (grec moderne : Μιχαήλ ο Βουρλιώτης ; mort en 1771 ou en 1772,) est un néo-martyr de l'Église orthodoxe mort exécuté à la fin du XVIIIe siècle par les Ottomans.

## Biographie
Né à Vourlá, dans l'Empire ottoman, selon les sources disponibles, Michel se rend, par la suite, à la ville voisine de Smyrne, où il travaille, initialement, en tant qu'étameur. Converti à l'Islam à un jeune âge, sur les conseils d'un propriétaire de café musulman, qui l'embauche également dans son entreprise, cependant, par la suite, Michel regrette son choix et se reconvertit publiquement au Christianisme lors de la fête de la Résurrection, ce qui conduit à son arrestation par les autorités locales, étant considéré par défaut comme un apostat de l'Islam,.
Au cours de son emprisonnement et de son interrogatoire, il insiste sur sa décision, ce qui lui vaut sa condamnation à mort et son exécution par décapitation. Par la suite, son corps est jeté à la mer et échoue sur une plage où il est récupéré par des Chrétiens qui l'enterrent au sein de l'église Sainte-Photine de Smyrne. Il est mentionné comme étant l'un des six néo-martyrs exécutés dans la ville de Smyrne au cours de la période allant des années 1760 jusqu'à la veille de la Guerre d'indépendance grecque. Sa mémoire est célébrée par l'Église orthodoxe le 16 avril,.